# Роска де Реєс (перепічка)
Roscón de reyes або rosca de reyes (кільце королів) — латинська випічка, яку традиційно їдять для святкування Богоявлення по всій Іберо-Америці; родом із Іспанії, вона частіше асоціюється з Мексикою. Відзначається частіше у Мексиці, у мексиканській діаспорі у всьому світі, а також у всьому латиноамериканському світі. Рецепти відрізняються від країни до країни та поміж культурами.
Roscón de reyes як правило, має овальну форму через необхідність робити торти досить великими для великих груп. Для прикраси часто використовують інжир, айву, вишню або інші сушені фрукти та цукати. Його можна порівняти з королівським пирогом, але це відмінна традиція від Короля Торта, оскільки він виник із латиноамериканської культури та унікального дотримання свята Латинської Америки, але подібний до інших тим, що виникає через католицьке дотримання їжі, святкування, і шанування свят.

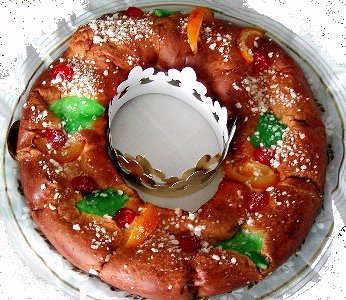
Каталонський тортель

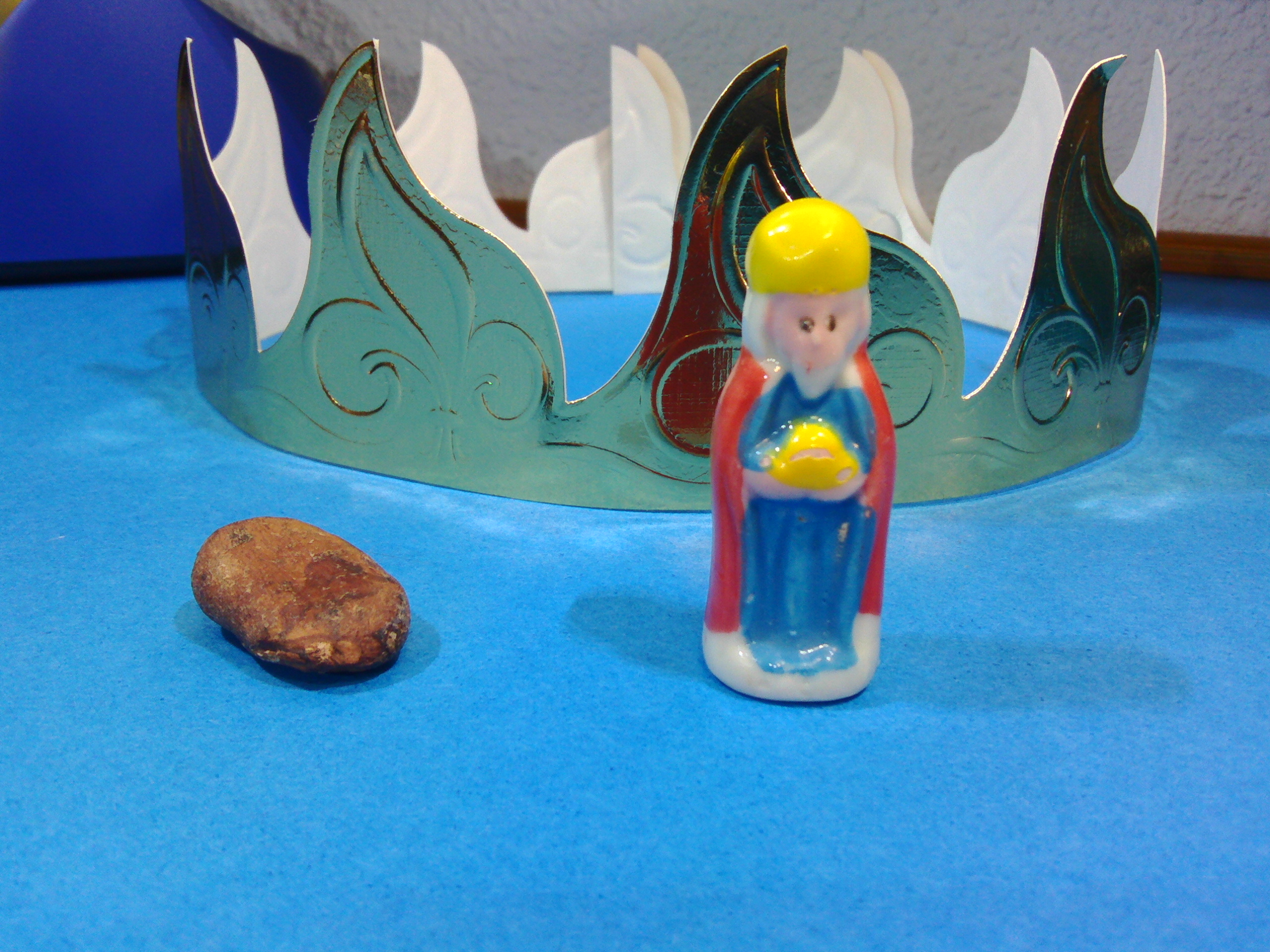
Фарфоровий король, що додається до перепічки

Традиційно вживається 6 січня під час святкування Día de Reyes («День королів»), що вшановує прихід трьох волхвів або мудреців. У більшості Іспанії, Латинській Америці та їхній діаспорі по всьому світу це день, коли діти традиційно отримують подарунки, які приписують трьом мудрецям (на відміну від Діда Мороза). В Іспанії, перш ніж діти лягають спати, вони залишають страву, наповнену печивом та кількома склянками води для трьох мудреців та верблюдів, на яких вони їдуть.   Фігурка немовляти Ісуса, захована в хлібі, являє собою політ Святої Родини, рятуючись від розправи царя Ірода над невинними. Хто знайде фігурку немовляти Ісуса благословенною і повинен віднести фігурку до найближчої церкви 2 лютого (Día de la Candelaria, Día de la Candelaria). У мексиканській культурі традиція має довгий перелік, який залежить від регіону та сім'ї, а також віддалення від Мексики та ще більше зосереджуються на обміні їжею та щедрістю із сусідами. Людина, яка знаходить дитину Ісуса, несе відповідальність за організацію вечері та надання тамалі та atole — традиційні різдвяні страви (але які дуже трудомісткі) для гостей. Це свято часто включає Pozole (ситне рагу для холодної погоди та ранку), яке готується для всіх сусідів. Інші спостереження стверджують, що людина, яка знаходить дитину Ісуса, є " товаришем " або " товаришем " (опікуном) Ісуса того року.
У Галісії та Аргентині існує аналогічна традиція їсти rosca 6 січня, хоча жодна статуетка не включена. Аналогічний варіант випічки з цілими яйцями, запеченими зверху, подається на Великдень як rosca de Pascua.
У деяких місцях — roscón de reyes замінюється на panettone, також запечений з дрібничками всередині.
На півночі Франції та Бельгії схожа випічка, відома як galette des rois (виготовляється з листкового тіста і мигдалевого крему), їдять на Водохреща, а в США колишнє французьке та іспанське місто Новий Орлеан продовжує цю традицію пізніше в році своїм королем Тортом, багатим дріжджовим хлібом, прикрашеним кольоровим цукром і їдять протягом усього сезону карнавалу, який починається на Водохреща і закінчується на Марді Гра.